# Łotwa na Letnich Igrzyskach Olimpijskich Młodzieży 2010
Łotwę na Letnich Igrzyskach Olimpijskich Młodzieży 2010 w Singapurze reprezentowało 11 sportowców w 7 dyscyplinach.

## Medale
| Medal | Zawodnik       | Dyscyplina    | Konkurencja             |
| ----- | -------------- | ------------- | ----------------------- |
|       | Intars Išejevs | Lekkoatletyka | Rzut oszczepem chłopców |

## Skład kadry

### Kolarstwo
Chłopcy
- Kristers Taims
- Aleksandrs Kurbatskis
- Andris Vosekalns

Dziewczęta
- Lija Laizāne

### Lekkoatletyka
- Intars Išejevs - 5 m. w kwalifikacjach

### Pięciobój nowoczesny
- Sindija Roga

### Pływanie
Chłopcy
- Pāvels Gribovskis (50 m stylem dowolnym) - 12 m. w półfinałach

Dziewczęta
- Gabriela Ņikitina (100 m na plecach) - 24 m. w I rundzie

### Podnoszenie ciężarów
- Artjoms Žerebkovs - 4 m. (226 punktów)

### Wioślarstwo
- Elza Gulbe - 4 m. (3:45.60)

### Żeglarstwo
- Ronalds Kaups